# Johanna Strotzer
Johanna Strotzer (* 13. Juni 1951 in Großdeuben, geboren als Johanna Kuhfuß) ist eine ehemalige deutsche Volleyballspielerin.
Johanna Strotzer war vielfache DDR-Nationalspielerin. Bei den Olympischen Spielen 1976 in Montreal belegte sie Platz sechs. Johanna Strotzer spielte für den SC Leipzig und wurde zweimal DDR-Meister.